# Åke Isling
Bengt Åke Julius Isling, född 14 juni 1918 i Ljuders församling i Kronobergs län, död 14 augusti 2002, var en svensk pedagog och författare. Han var nykterist, organiserad i IOGT-NTO och fackligt verksam inom TCO.
Han gifte sig första gången 1945 med Ebba Maria Ljunggren (1921–1949) och andra gången 1952 med Ingrid Danielson (född 1926). 
Isling studerade 1939–1941 vid folkhögskola och tog 1947 folkskollärarexamen. Studierna fortsatte 1950–1953 vid Stockholms högskola. Han blev 1980 filosofie doktor.
Han var 1932–1939 affärsanställd, arbetade 1947–1953 som folkskollärare, var 1953–1955 förlagssekreterare på Folket i Bilds förlag, 1955–1958 redaktör vid Folkskollärartidningen respektive Lärartidningen, samt 1958–1963 konsulent och pedagogisk författare vid Almqvist & Wiksells bokförlag. Vid TCO blev han 1963 utbildningssekreterare och var 1966–1971 utbildningschef. 1971–1972 var han expert åt utbildningsdepartementet och 1972–1975 skolråd och avdelningschef vid Skolöverstyrelsen. Han återvände sedan till förlagsbranschen och var 1975–1978 förlagschef för och 1978–1980 konsult åt Sober förlag.
Han hade fackliga förtroendeuppdrag 1947–1958 inom Sveriges folkskollärarförbund, var 1963–1969 sekreterare i TCO:s lärarråd och utbildningsnämnd, 1964–1971 ordförande i bestyrelsen för TCO:s utbildningsdagar, 1967–1970 ordförande i TCO:s forskningsdelegation och i TCO:s familjepolitiska grupp, 1968–1970 ordförande i TCO:s kulturutredning. Han var 1964–1971 ledamot av utbildningsdepartementets planeringsråd för utbildningsfrågor, samma år ledamot av Skolöverstyrelsens verksstyrelse, 1963–1970 ledamot av yrkesutbildningsberedningen, 1968–1971 ledamot av U68:s arbetsmarknadsgrupp, 1972–1975 ordförande i ledningsgruppen för projektet Målbestämning och utvärdering (MUT), 1979–1985 ledamot av förbundsstyrelsen för IOGT-NTO och 1979–1982 styrelseledamot i Sveriges Läromedelsförfattares Förbund.
Han var en av grundarna, bland annat tillsammans med Göte Rudvall, av DAKS – "Föreningen för en demokratiserande och aktiverande skola" och dess förste ordförande 1986–1991. Han redigerade en minnesskrift vid 10-årsjubileet. Föreningen, som bland annat motsatte sig betyg i skolan, utgav kvartalstidskriften DAKS-kontakt (1986–2004, ISSN 1104-0920, Libris 1229417) och delade ut priset DAKS-ugglan (en ordlek med nattugglan), som gick till rektorn Ruth Bauth (1989), musikläraren Christer Engberg (1990), mellanstadieläraren Rolf Malmberg (1991), psykologen Barbro Goldinger (1992), skolforskaren Gunilla Svingby (1993), lågstadieläraren Stina Elming (1994), mellanstadieläraren Christer Ferm (1995) och sista gången till Ann S. Pihlgren (2004). Antologin Moteld : boken för dig som vill påverka skolan (2001), redigerad av Göte Rudvall och Karin Dahl, utgavs av DAKS tillsammans med Utbildningspolitiska enheten inom Svenska kommunalarbetareförbundet.
Han skrev artiklar i dagspress och tidskrifter.